# Église de Lorette (Salzbourg)
 (février 2021).
Si vous disposez d'ouvrages ou d'articles de référence ou si vous connaissez des sites web de qualité traitant du thème abordé ici, merci de compléter l'article en donnant les références utiles à sa vérifiabilité et en les liant à la section « Notes et références ».
L’église catholique romaine dite de Lorette (« Loretokirche ») et son monastère (« Loretokloster ») qui lui est attenant sont situés dans le centre historique de la Vieille Ville à Salzbourg.
L’église, au même titre que le monastère, est protégé par le patrimoine mondial de l’UNESCO car elle fait partie du Centre Historique de la Ville de Salzbourg.
L’église et le monastère sont dédiés à la Madone de Lorette vénérée à Loreto dans les Marches italiennes. 

## Histoire
L’église de Lorette a été construite de 1633 à 1648, reconstruite une première fois après un incendie, en 1818, et reconstruite une deuxième fois après les bombardements de la Seconde Guerre mondiale.  

## Description
L’église est une simple salle avec une simple façade lisse et composée de trois chapelles. Au-dessus du portail de marbre sont exposées les armoiries de l’archevêque Paris Lodron.  
La grande maison rectangulaire avec un plafond en bois est reliée à la chapelle octogonale, avec des niches murales, par un étroit passage en forme de tonneau. 
L’autel du XVIIe siècle montre un arbre de Jessé et une représentation de la Trinité. Dans une niche se trouve une image de Notre-Dame d'Altötting.  
La pile latérale de droite montre l’image de Notre-Dame de Lorette, les saints Joachim et Anne, et un ange portant la sainte Maison de Lorette.  
Le tabernacle et les personnages dans les niches sont apparus vers 1820 après la restauration de l'église à la suite d'un incendie.  
Au-dessus de l’arc triomphal, une sculpture du Trône de grâce du XVIIe siècle. Une grille en fer forgé date de 1735. 

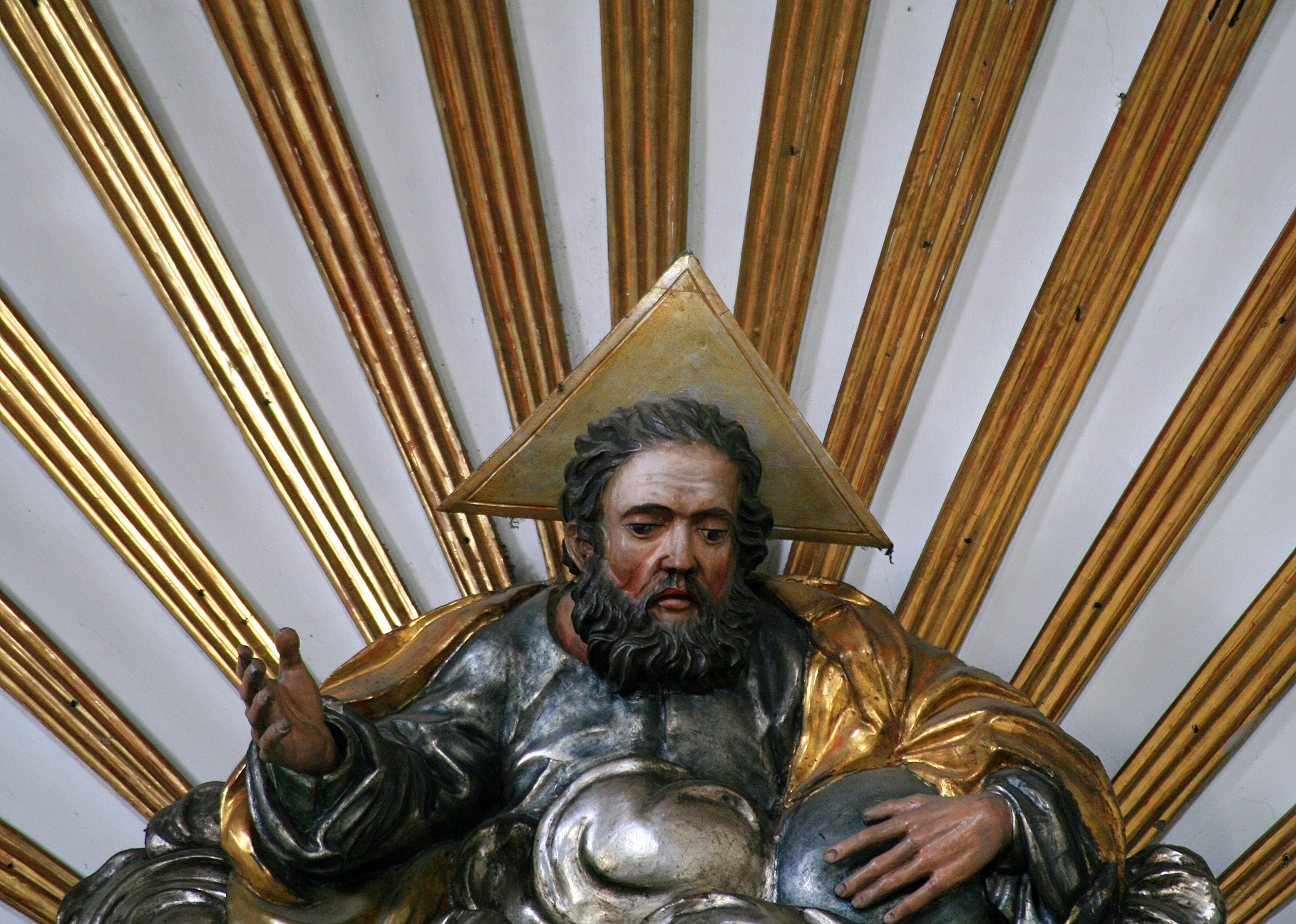
Détail  de sculpture.
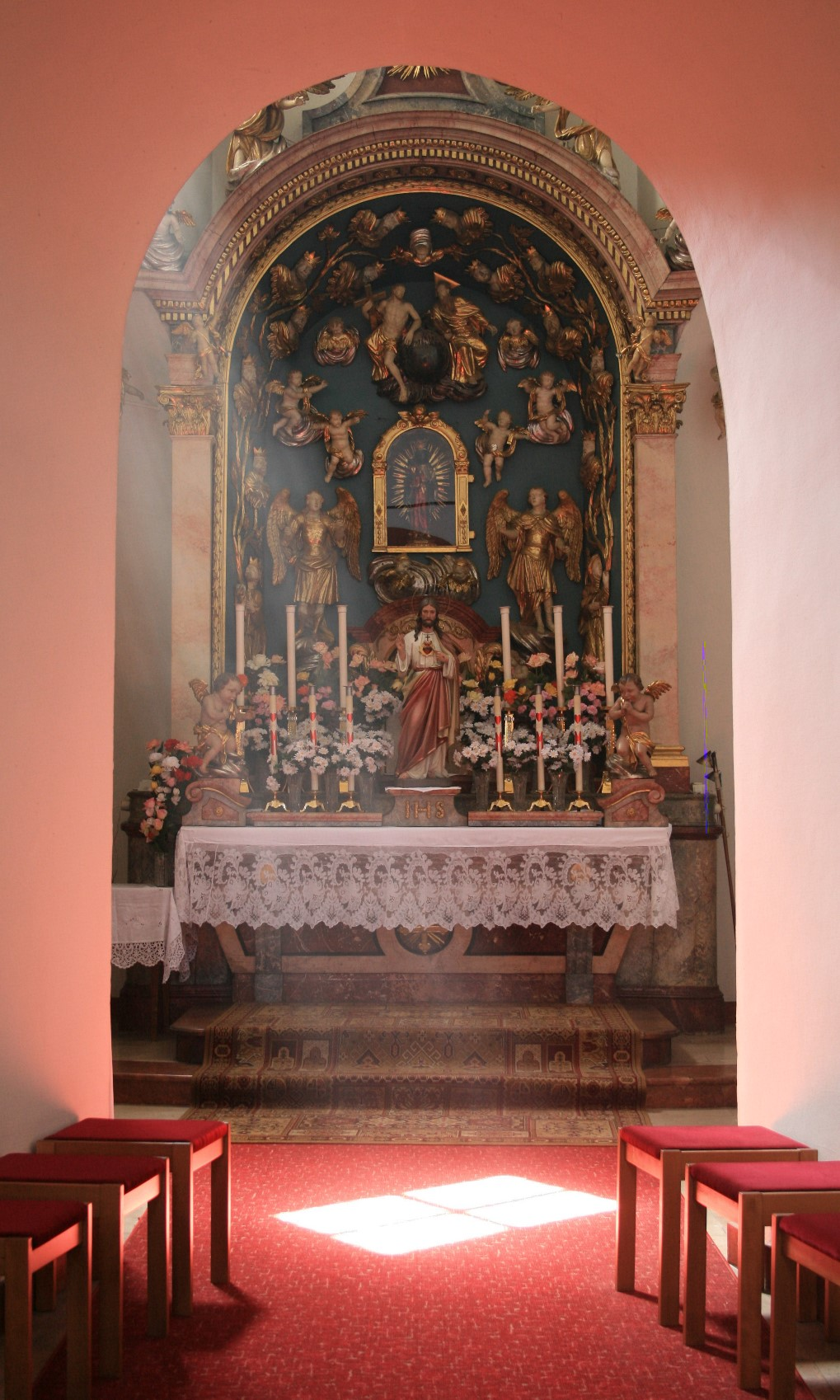
Autel.
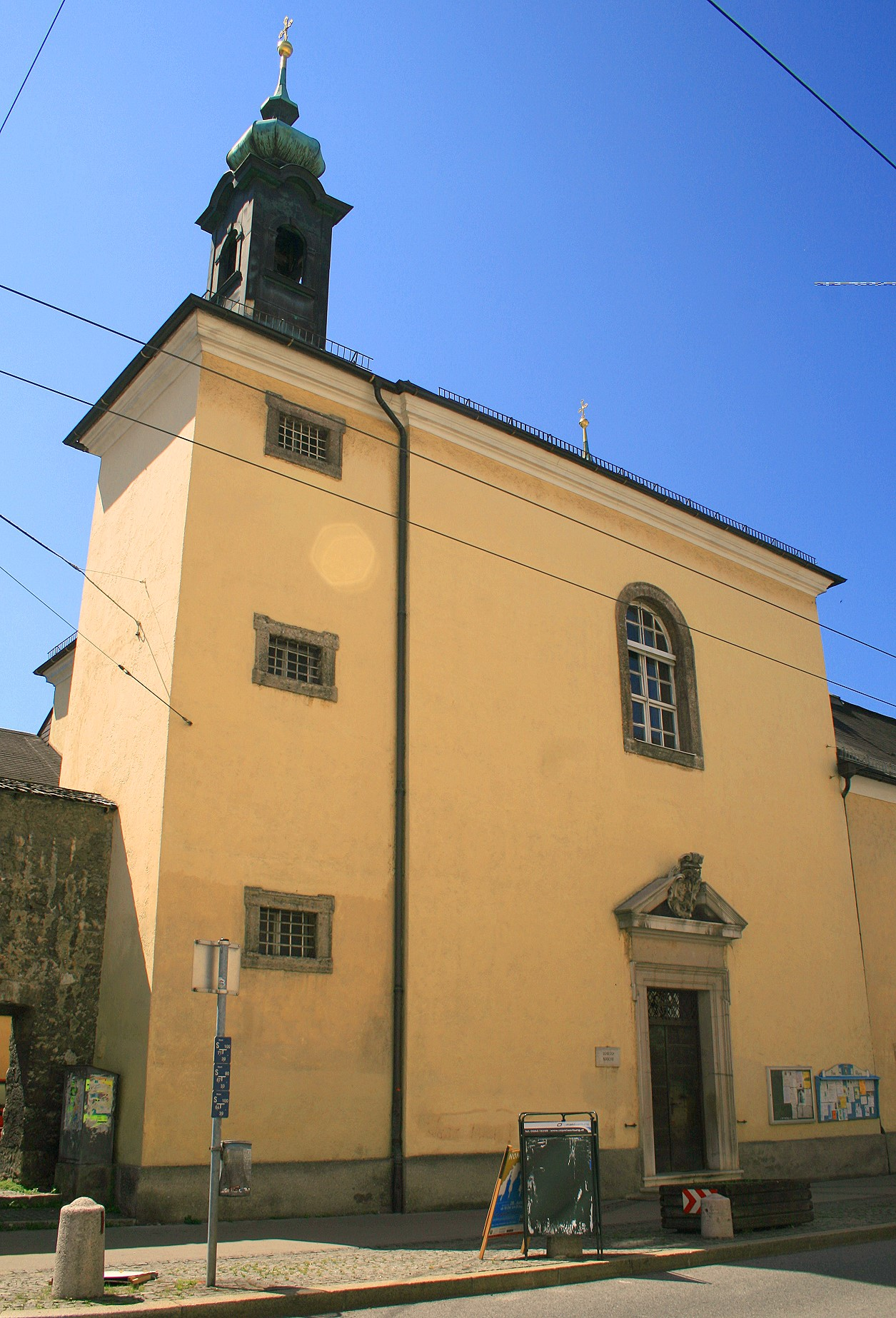
Entrée de l'église.
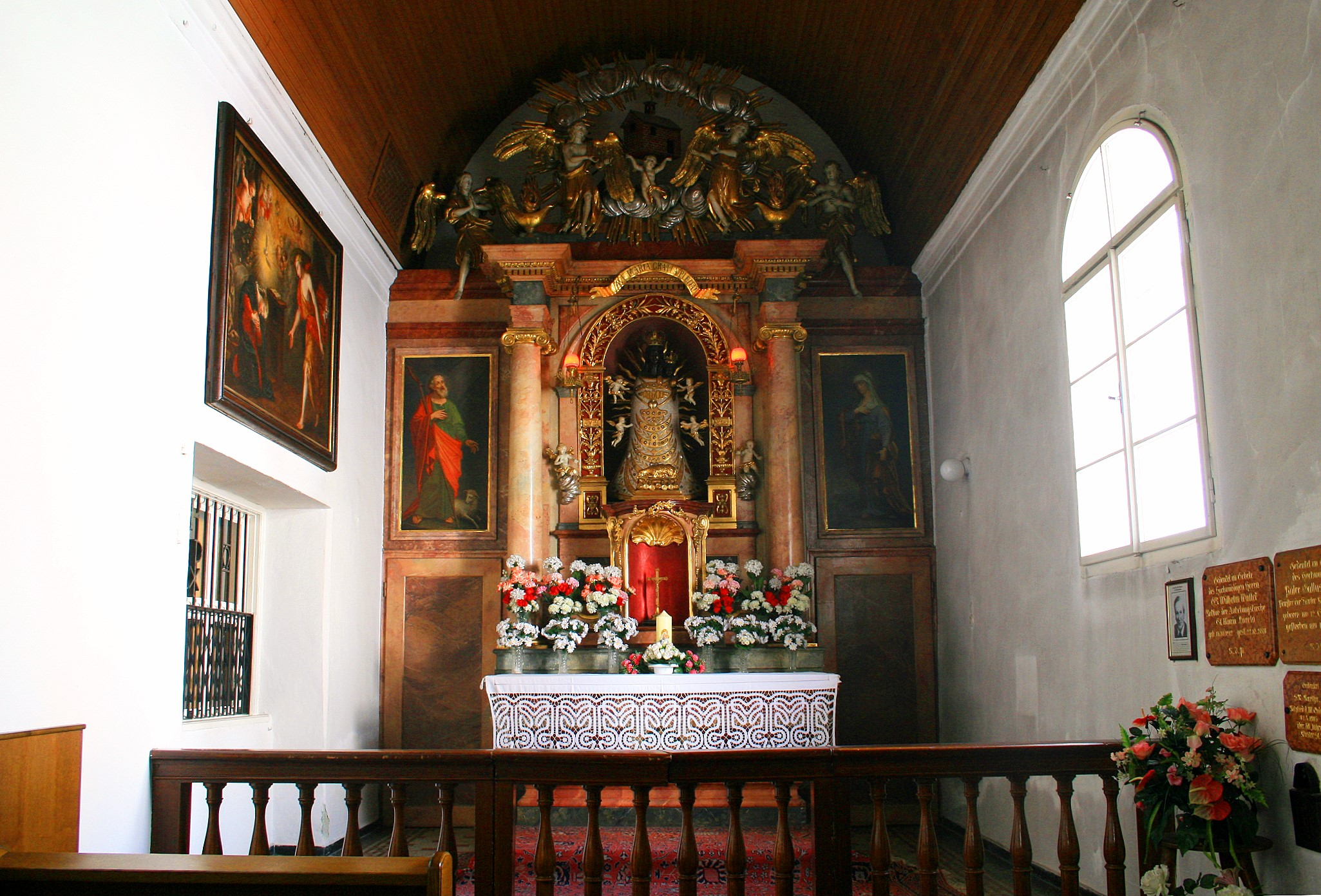
Autel avec la statue de la Vierge noire.

## Le monastère
Fondé en 1631 par le frère capucin Friedrich von Grimming à la demande de l’archevêque Paris de Lodron, un monastère en l’honneur de Notre-Dame de Lorette fut édifié à partir de 1633 et achevé en 1637. 
Le monastère fut occupé par des Clarisses capucines répondant à la règle de l’Adoration perpétuelle et qui ont fui la ville de Landshut, pendant la guerre de Trente Ans en 1632, lorsque le roi de Suède a envahi la Bavière et occupé Munich.
Le monastère abrite un relief en bois de la déploration du Christ du premier quart du XVIIe siècle du sculpteur maniériste autrichien Hans Waldburger.